# Proceß-Polka
Die Proceß-Polka ist eine Schnellpolka von Johann Strauss Sohn (op. 294). Das Werk wurde am 31. Januar 1865 im Sofienbad-Saal in Wien erstmals aufgeführt.